# Болгарсько-чехословацький договір (1948)
Болгаро-чехословацький договір 1948 — договір про дружбу, співпрацю і взаємну допомогу між Народною Республікою Болгарією і ЧСР підписаний 23 квітня 1948 в Празі. З боку Болгарії договір підписав голова Ради Міністрів НРБ Г. Димитров, з боку Чехословаччини — голова Ради Міністрів ЧСР К. Готвальд і міністр закордонних справ ЧСР В. Клементіс. Укладено на 20 років.
Обидві сторони зобов'язалися зміцнювати дружбу і всебічне співробітництво; спільно вживати всіх необхідних заходів для запобігання загрози агресії з боку або будь-якої іншої держави, яка приєдналася до неї прямо або побічно, і в разі агресії надавати негайно військову і всяку іншу допомогу, брати участь у всіх міжнародних діях, спрямованих на збереження міжнародного миру та безпеки; дотримувати свої зобов'язання по відношенню до ООН і діяти відповідно до принципів її Статуту, не укладати будь-яких союзів і не брати участь у будь-яких діях, спрямованих проти іншої сторони, та консультуватися з усіх важливих міжнародних питаннях, що стосуються обох сторін.